# Frank Converse
Frank Converse nació un 22 de mayo de 1938, es un actor estadounidense.

## Carrera
Nacido en San Luis (Misuri), EUA. En cine actuó en The Philadelphia Story (1980),  Design for Living (1984), A Streetcar Named Desire (1988). Es recordado por interpretar el papel de Will Chandler, en la serie Movin' On junto a Claude Akins. Como actor invitado pasó por las series The Mod Squad - Alias Smith and Jones - Columbo - The Sixth Sense - Police Story - Police Woman, La isla de la fantasía -Starsky and Hutch - VR.5. También protagonizó la serie N.Y.P.D. (1967), interpretando al Detective Johnny Corso. Su último trabajo fue en la serie: Law & Order en el 2008.

## Filmografía
- 1967 : Coronet Blue -tv serie
- 1967 : Hour of the Gun
- 1967 : N.Y.P.D. -tv serie
- 1971 : Dr. Cook's -Garden tv film
- 1971 : A Tattered Web -tv film
- 1972 : The Rowdyman
- 1972 : Shadow of a Gunman -tv film
- 1973 : Chelsea D.H.O. -tv film
- 1974 : The Widowing of Mrs. Holroyd -tv film
- 1974 : Movin' On -tv serie
- 1976 : Starsky and Hutch
- 1977 : Killer on Board -tv film
- 1978 : Cruise Into Terror -tv film
- 1979 : Steeletown -tv film
- 1980 : The Pilot
- 1981 : The Miracle of Kathy Miller -tv film
- 1982 : Spring Fever
- 1986 : Solarbabies
- 1987 : Anne of Green Gables: The Sequel -tv film
- 1988 : Alone in the Neon Jungle -tv film
- 1989 : Dolphin Cove -tv serie
- 1990 : Voices Within: The Lives of Truddi Chase
- 1991 : Brother Future -tv film
- 1992 : Primary Motive
- 2003 : Our Town -tv film
- 2008 : Law & Order